# ربع حزب

نماد ربع حزب

ربع حزب (عربی: ربع الحزب) یک نماد اسلامی است که شامل دو مربع دارای تداخل است که بر روی بسیاری از علائم و پرچم‌ها ظاهر می‌شود.

## نگارخانه

نشان ملی ترکمنستان
نشان ملی قره‌قالپاقستان
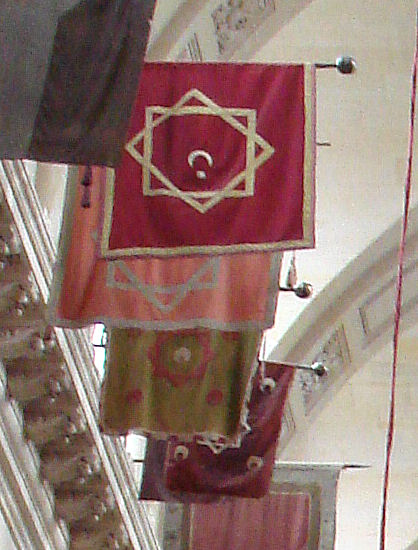